# The Fratellis
The Fratellis es una banda escocesa de rock originaria de Glasgow, formada en 2005. El grupo consiste del vocalista y guitarrista Jon Fratelli, el bajista y corista Barry Fratelli, y el baterista y corista Mince Fratelli.

## Historia
Diferentes fuentes citan diferentes orígenes del nombre de la banda. Algunos dicen que se deriva de la película "The Goonies", aunque la banda confirmó que éste no es el caso durante el programa Jonathan Ross Show de la cadena BBC Radio 2 el 9 de septiembre de 2006. De acuerdo a una entrevista para el periódico The Sun, parece que el nombre fue tomado de Barry el bajista, cuyo apellido original es Fratelli, siendo así que los demás miembros de la banda adoptaron este pseudónimo. Otra razón más simple podría ser que "Fratelli" es la traducción al italiano de la palabra "hermanos".
Su primer EP, The Fratellis EP fue lanzado el 3 de abril de 2006, e incluye las canciones "Creeping Up The Backstairs", "Stacie Anne" y "The Gutterati?". Debido a su disponibilidad limitada, se pueden conseguir copias ahora hasta por más de £30 en eBay. Costello Music se editó el 11 de septiembre del mismo año y obtuvo aclamadas críticas y la posición #2 en las listas de popularidad del Reino Unido.
Desde su surgimiento han sido bastante bien recibidos logrando un sobresaliente año a lo largo de 2006. Tuvieron presentaciones en vivo en los programas Later with Jools Holland y Top of the Pops en junio del 2006, y en la edición del 25 de agosto de The Friday Night Project. La revista musical NME les dedicó un especial de dos páginas en su edición del 10 de agosto proclamándolos como "la mejor nueva banda en Gran Bretaña".
El 23 de abril Jon publicó en el foro oficial de la banda que no tenían planes en un futuro cercano para grabar un tercer disco juntos, esto creó un escándalo en los seguidores de la banda que suponían que era la separación de esta, estos rumores los desmintió Jon, que dijo que simplemente quería dedicarse de tiempo completo a su otra banda, Codeine Velvet Club, y a su carrera como solista.
En 2013 la banda anuncia su vuelta a los escenarios tras 4 años de inactividad. El 30 de enero confirman su asistencia al festival de música castellonense Arenal Sound.

## Miembros
- Jon Fratelli (John Lawler): voz y guitarra. Nacido el 4 de marzo de 1979.
- Barry Fratelli (Barry Wallace): bajo. Nacido el 23 de abril de 1979.
- Mince Fratelli (Gordon McRory): batería, banjo y voces secundarias. Nacido el 16 de mayo de 1983.

## Discografía
Álbumes de estudio
1. 2006: Costello Music
2. 2008: Here we Stand
3. 2013: We Need Medicine
4. 2015: "Eyes Wide, Tongue Tied"
5. 2018: "In Your Own Sweet Time"
6. 2020: "Half Drunk Under A Full Moon"

## Premios
- 4 de julio de 2008, Mejor Banda Británica, 23 Premios Silver Clef 2008.
- 27 de enero de 2008, Mejor Banda Europea Rompiendo Barrera- Reino Unido, Premios European Border Breakers 2008.
- 14 de febrero de 2007, Mejor British Breakthrough Act, BRIT Awards 2007.

### Vídeos
- Edgy In Brixton (2 de octubre de 2007).